# Herboriste

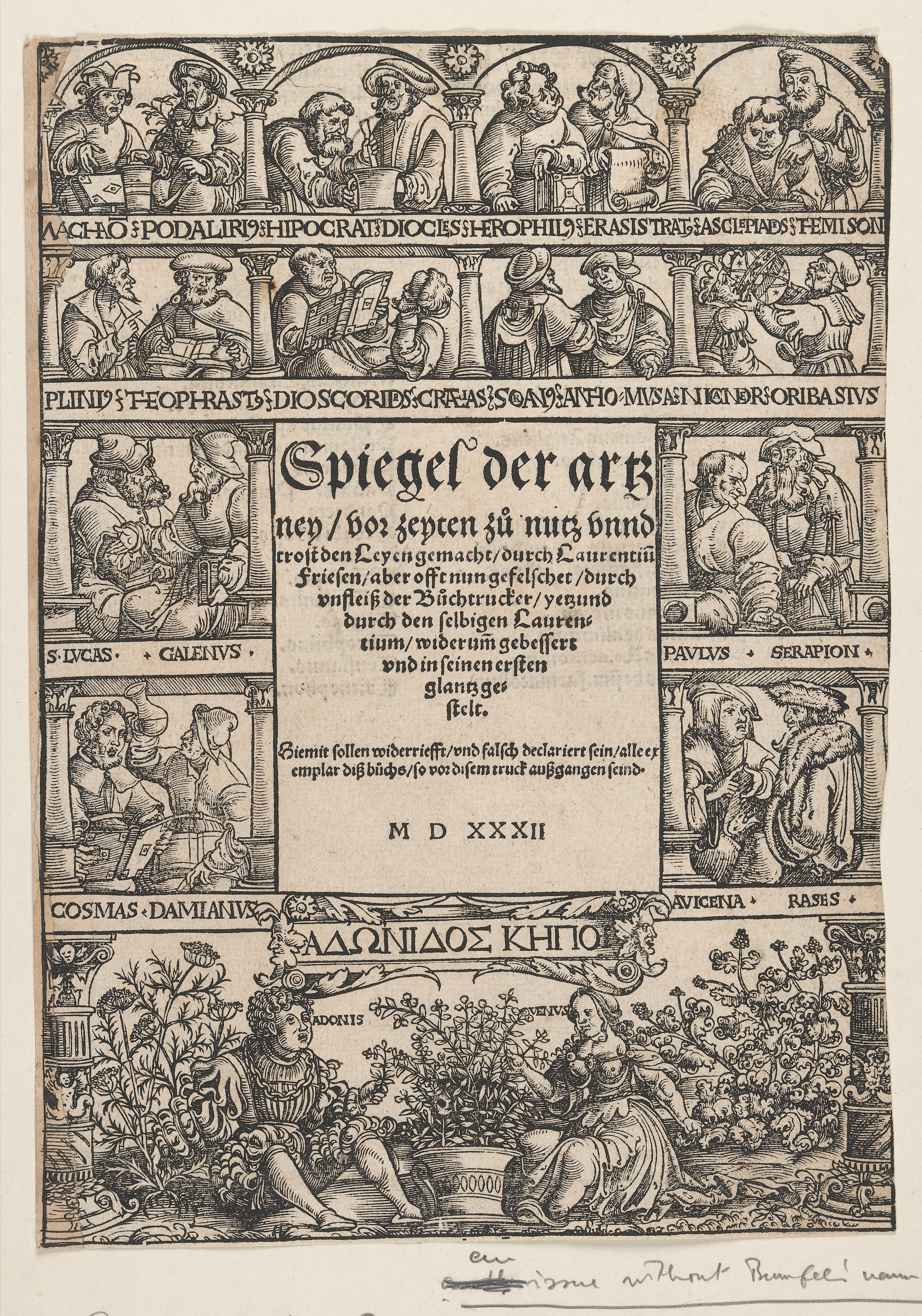
Détail d'une gravure sur bois représentant d'anciens herboristes et érudits en médecine médicinale "Hérophilus et Erasistrate" L'ensemble de la gravure sur bois (Galen, Pline, Hippocrate, etc.) ; et Vénus et Adonis dans les jardins d'Adonis.

Un herboriste  est un professionnel qui, dans une officine ou dans une herboristerie en ligne, vend des plantes médicinales et des préparations à partir de plantes médicinales et ingrédients naturels utilisées comme médicaments. Il fabrique des produits à la demande ou commercialise ses préparations en tant qu'indépendant. Avec une connaissance approfondie dans divers domaines des thérapies naturelles, il peut agir comme consultant en santé et bien-être. Un herboriste pratique l'herboristerie (science pratique) mais étudie l'herbologie (science théorique).

## Historique
Le métier d'herboriste a été reconnu pour la première fois en France en janvier 1312. La corporation d'herboristes a été reconnue au XVe siècle.
Le certificat d'herboriste a été délivré par la faculté de médecine à partir de 1778 et en 1927 a été fondée l'École nationale d'herboristerie de Paris. 
Ce certificat était déjà controversé et insuffisant puisqu'il consistait à reconnaitre une cinquantaine de plantes médicinales. De plus, beaucoup de femmes herboristes œuvrant dans les campagnes n'avaient pas accès à ce certificat exclusivement délivré à Paris. 
En France, le certificat a été supprimé en 1941, pendant le régime de Vichy, et n’a pas été rétabli depuis. Les derniers certificats d'herboriste ont été délivrés le 11 septembre 1941. La dernière herboriste, Marie Roubieu, décède en 2018 .
Selon l'article L. 659 du Code de la santé publique, l’exercice de l’herboristerie est réservé aux pharmaciens titulaires d’un diplôme de faculté et aux derniers certifiés en herboristerie qui ont pu continuer à exercer, mais leur nombre a diminué au cours du temps et les pharmaciens sont restés les seuls à avoir le droit de vendre les plantes ne figurant pas dans la liste des 193 plantes en vente libre et les préparations. Au XXIe siècle, l'article L. 659 du Code de la santé publique est abrogé. 
Un diplôme universitaire de phytothérapie réservé aux médecins, pharmaciens et vétérinaires est délivré par la faculté de médecine Paris XIII. La France est le seul pays européen à ne pas reconnaître le métier d'herboriste en dehors du parcours de pharmacie.
En Belgique existe en particulier l'École européenne d'herboristerie de Bruxelles. Au XXIe siècle, plusieurs études sont proposées par des centres privés et par l'enseignement à distance, menant à l'obtention du diplôme d'herboriste qui est reconnu par l'arrêté royal du 21 décembre 1998 concernant la compétence pour les militants indépendants, la loi de finances du 10 février 1998 à promouvoir l'esprit d'entreprise et l'arrêté royal du 21 octobre 1998 afin de promouvoir l'esprit d'entreprise.
Au Canada, il existe de nombreuses écoles délivrant un diplôme d'herboriste.
En France, depuis 1982, l’Association pour le renouveau de l’herboristerie demande la reconnaissance de la profession d’herboriste en France et la création d’un diplôme européen de phytologue-herboriste. Certains se disent « herbalistes », dérivé de l'anglais "herbalist" qui correspond au "docteur herboriste" au Québec et qui permet d'englober plusieurs compétences reconnues à l'herbaliste : reconnaissance de plantes, connaissance pour la transformation de ces plantes et consultations.
L'Afrique est plutôt basé sur la médecine traditionnelle à cause des coûts élevés des produits pharmaceutiques. Ainsi les Autorités Étatiques reconnaissent le métier d'herboriste sur le plan professionnel. En Afrique du Sud, un marché d'herboriste est ouvert pour la population.

## Caractéristiques du métier
Comme le pharmacien, l'herboriste peut tenir une officine, y vendre des plantes ainsi que des mélanges et des préparations à base de plantes et il inscrit la posologie.